# フレッシュ9時半!キダ・タローです
フレッシュ9時半!キダ・タローです（フレッシュくじはんキダタローです）は、朝日放送ラジオで1973年6月1日から1989年3月31日まで放送された、ラジオのワイド番組である。タイトルのとおり平日9時30分 - 10時55分に生放送された。
1989年4月3日からは放送開始時間が30分繰り上がって9時 - 11時の放送となったのに伴い、番組名をタローの「You☆遊」スタジオ（タローのユーゆうスタジオ）に変更して1990年4月6日まで放送されていた。本項では、これについてもあわせて説明。

## 概要
本番組は作曲家・タレントとして知られる「浪花のモーツァルト」、キダ・タローが毎日ゲストを迎えてのトークセッションを繰り広げるという番組だった。その中には月1回必ず入るマンスリーゲストも多く居た。ゲストとのトークの際には、ゲストの人物データなどを記録した膨大なファイルを携えて臨んだ。そしてゲストはエンディングまでスタジオに入ったままで出演し続けるので、周りのスタッフはゲストの世話をするのが大変だったという。また採り上げた話題を懇切丁寧にわかりやすく語ったため、ひとつの話題に費やす時間も長めだった。そして同時間帯で聴取率1位となることも多かった。
風蓮湖（北海道）など遠距離からの大型中継企画も多く、人気を博した。時にはスタジオで効果音を使った偽の中継をし、放送終了間近に「今日の中継はうそでした」とリスナーを煙に巻くこともよくあった。リスナーも慣れ、キダの巧妙な話術と共に、嘘か真実かをも併せて楽しむ人気の企画になっていた。
1989年4月3日からは「おはようパーソナリティ道上洋三です」の放送時間が6:30～9:00になったのに伴って9:00～11:00の放送となり、題名も『タローの「You☆遊」スタジオ』に変更され、1990年4月6日まで放送された。
この番組には1985年2月5日に開かれた大和田正春との試合でのノックアウト負けの後、初めて赤井英和がマスコミ出演している。それまでにもは何度かボクサーとして電話出演している。
また笑福亭鶴瓶との「鶴瓶のアホ」「キダ・タローのアホ」の掛合いは、予定調和の無いものであった。これを機にキダは声を張る芸を確立していく。
番組テーマ曲はダイナ・ショアの『Dear Hearts And Gentle People』だった。番組スタッフは当初、作曲家であるキダ自らが番組テーマ曲を作曲するよう勧めたというが、キダは「自分には作れない」としてこの曲を出して採用された。

## 歴代アシスタント
- 立花幸（1973年6月〜1978年）
- 中村京子（1978年〜1980年）
- 足立ゆかり（1980年〜1983年3月）
- 鈴木真理子（1983年4月〜1984年）
- 生内啓子（1984年〜1988年3月）
- 松本雅子（1988年4月〜1989年3月）

タローの「YOU☆遊」スタジオ
- 土谷多恵子（1989年4月〜1990年4月）
- 桂坊枝（1989年10月〜1990年4月）

## 主なコーナー
- くらしのダイジェスト[6]
- テレフォンクイズ[6][7]
- スーパー情報[6]
- ミュージックロータリー[8][7]
- 花束プレゼント[8][7]
- タローのお天気博士[8] → タローのお天気レーダー[7]
- タローの散歩道[8][7]
- タローのひろい読み[8][7]
- 歌えドンドン[8][7]
- くらしの詩[8][7]
- 味は異なもの[8]（1980年頃まで）
- にっぽんのハラ時計[7]（1980年頃から）
- プレゼントコーナー
  - 1981年当時、金曜日は「欲しくてもなかなか手に入らないもの」をプレゼントしていた。またその他の曜日の『まごころプレゼント』では、まごころのこもった品としてキダ自身が購入した品物を贈っていた[9]。
- タローのナウいじゃん （1982年頃から）[10]
  - 「ナウい」と言っても、最新の流行情報を伝えるのではなく、キダが自分の昔の思い出話をするのが主な内容のコーナー。「コーナー名と内容のギャップがこれほど著しいものも他にない」としてこのコーナーが雑誌に投稿されたこともあった[11]。
- くらしのアンテナ[12]
- こころの歌[12]

### タローの「You☆遊」スタジオ
- お買物情報[13]
- ポンポコクイズ[13]
- オープン・ザ・ウィンドゥ[13]
- タローのモーニング・アイ[13]
- タローのポンポコフレンド[13]
- タローのポンポコインタビュー[13]
- ちょっと一息ティータイム[13]
- タローの散歩道[13]
- くらしのアンテナ[13]

## 備考
- 『ウルトラマンタロウ』の主題歌のサビ部分が、『タローの「You☆遊」スタジオ』と改題するまで番組のジングルとして使用されていた（タローつながり）。番組開始時点ではフレッシュ9時半の制作局ABCとウルトラマンタロウの制作局TBSは系列局であった。1975年のネットチェンジで系列は解消されたが、その後も引き続きジングルは使用された。
- 新聞のラジオ欄では、単に『キダ･タローです』と紹介されていた[14]。
- キダは1988年5月の時点で本番組の欠席は一度も無かった（ただしキダ本人によると、2分の遅刻が1回あるとのこと）[3]。
- 本番組の放送のほとんどの回を夫人の木田美千代が自宅にて90分のカセットテープに録音していた[3]。後にその音源をもとにした当時の放送をABCラジオの他の番組にて放送したこともある。

## 関連文献
- キダタロー（著）『キダタローのズバリ内証ばなし』成瀬国晴 画、ナンバー出版、1986年11月15日。
- キダタロー（著）『キダタローのズバリ内証ばなし 続』成瀬国晴 画、ナンバー出版、1987年4月10日。

| 朝日放送ラジオ 平日9:30 - 10:55 → 9:00 - 11:00 枠 | 朝日放送ラジオ 平日9:30 - 10:55 → 9:00 - 11:00 枠                                                                            | 朝日放送ラジオ 平日9:30 - 10:55 → 9:00 - 11:00 枠 |
| 前番組 | 番組名 | 次番組                                            |
| --- | --- | ------------------------------------------------- |
| 向う三軒スッキリ百科 （9:30 - 9:35） 男性対女性 （9:35 - 9:50） 永六輔の誰かとどこかで （9:50 - 10:00） ミニミニ体操 （10:00 - 10:05） 奥さん! 歌謡曲です （10:30 - 10:55） 片山竜二のやじ馬タイム （10:55 - 11:00） 他 | フレッシュ9時半!キダ・タローです （1973年6月1日〜1989年3月31日） ↓ タローの「You☆遊」スタジオ （1989年4月3日〜1990年4月6日） | ナイス9!長沢彰彦です （1990年4月9日〜1991年10月） |